# Paul Ehrenfest
Paul Ehrenfest, né le 18 janvier 1880 à Vienne et mort le 25 septembre 1933 à Amsterdam, est un physicien théoricien autrichien. Il a apporté d'importantes contributions à la mécanique statistique et à la mécanique quantique.

## Biographie

### Enfance
Paul Ehrenfest est né et a grandi à Vienne. Il est issu d'une famille juive originaire de Loštice en Moravie (maintenant situé en République Tchèque). Ses parents, Sigmund Ehrenfest et Johanna Jellinek, tiennent à Vienne une épicerie prospère. Paul est le dernier né d'une fratrie composée de cinq enfants : Arthur, Emil, Hugo et Otto.

### Formation
Paul Ehrenfest étudie à la Technische Hochschule de Vienne à partir d'octobre 1899, où il suit les cours de Ludwig Boltzmann sur la « théorie mécanique de la chaleur », notre actuelle théorie cinétique des gaz. Il se lie d'amitié avec trois autres étudiants en mathématiques, Heinrich Tietze, Hans Hahn et Gustav Herglotz. Ils se sont appelés les «quatre inséparables».
En 1901, il étudie à l'Université de Göttingen, où il suit les cours de Felix Klein et David Hilbert en mathématiques, de Max Abraham en électromagnétisme, ainsi que ceux de Johannes Stark, Walther Nernst, Karl Schwarzschild et Ernst Zermelo. Il y fait également la rencontre de sa future épouse, la mathématicienne russe Tatiana Afanassieva.
Le 23 juin 1904, il soutient à Vienne sa thèse Le mouvement des corps rigides dans les fluides et la mécanique de Hertz, sous la supervision de Ludwig Boltzmann, et obtient le doctorat.

### Carrière
En 1905, Paul Ehrenfest publie un article sur la théorie de Max Planck sur le rayonnement du corps noir. En septembre 1906, il retourne à Göttingen dans l'espoir d'y obtenir un poste mais il n'en obtient pas.
En 1907, il déménage avec sa famille à Saint Petersbourg et ils y vivent durant cinq ans. Il y côtoie entre autres les mathématiciens Iakov Tamarkin, Alexandre Friedmann et Vladimir Steklov. Il y obtient un diplôme de maitrise en physique, mais pas de poste universitaire. Il a essayé de trouver un poste en écrivant à de nombreuses institutions, dont certaines en Amérique du Nord, mais aucune de ses demandes n'a abouti.
En 1911, il copublie avec son épouse un article renommé sur les fondements de la mécanique statistique.
En janvier 1912, Paul Ehrenfest entreprend une tournée des universités du monde germanophone dans l'espoir d'obtenir un poste. Il visite Berlin, où il est reçu par Max Planck, Leipzig, où il revoit son ami Gustav Herglotz, Munich, où il rencontre Arnold Sommerfeld, puis Zurich, Vienne et Prague, où il rencontre Albert Einstein pour la première fois.
Le 29 septembre 1912, il est nommé à la chaire de physique théorique de l'Université de Leyde, succédant à Hendrik Lorentz. Il fut notamment recommandé par Arnold Sommerfeld, qui a écrit de lui :
Il enseigne comme un maître. Je n'ai presque jamais entendu un homme parler avec autant de fascination et d'éclat. Phrases significatives, points d'esprit et dialectique sont à sa disposition d'une manière extraordinaire… Il sait rendre les choses les plus difficiles concrètes et intuitivement claires. Les arguments mathématiques sont traduits par lui en images facilement compréhensibles
.
En 1917 et 1920, Paul Ehrenfest publie plusieurs articles sur le problème de savoir dans quelle mesure la nature tridimensionnelle de l'espace physique est déterminée par la structure des équations physiques de base ou se reflète dans ces équations de base. Ses arguments étaient basés sur la mécanique de Newton et sur la théorie de la relativité d'Einstein.
En 1919, il devient membre de l'Académie royale des arts et des sciences des Pays-Bas.
Parmi les contributions de Paul Ehrenfest aux statistiques quantiques figure une compréhension de la nature des photons et de leurs propriétés impliquées par la loi de rayonnement de Planck. Il a travaillé sur la théorie quantique en l'appliquant aux corps en rotation. Il a reconnu que les courants moléculaires d'Ampère sont incompatibles avec la mécanique statistique classique. Il a proposé un modèle de diffusion afin d'éclairer l'interprétation statistique de la deuxième loi de la thermodynamique, selon laquelle l'entropie d'un système fermé ne peut qu'augmenter. La théorie moderne de la thermodynamique hors équilibre rassemble les idées moléculaires et collisionnelles de Boltzmann avec les idées statistiques d'Ehrenfest pour donner une théorie statistique non linéaire.

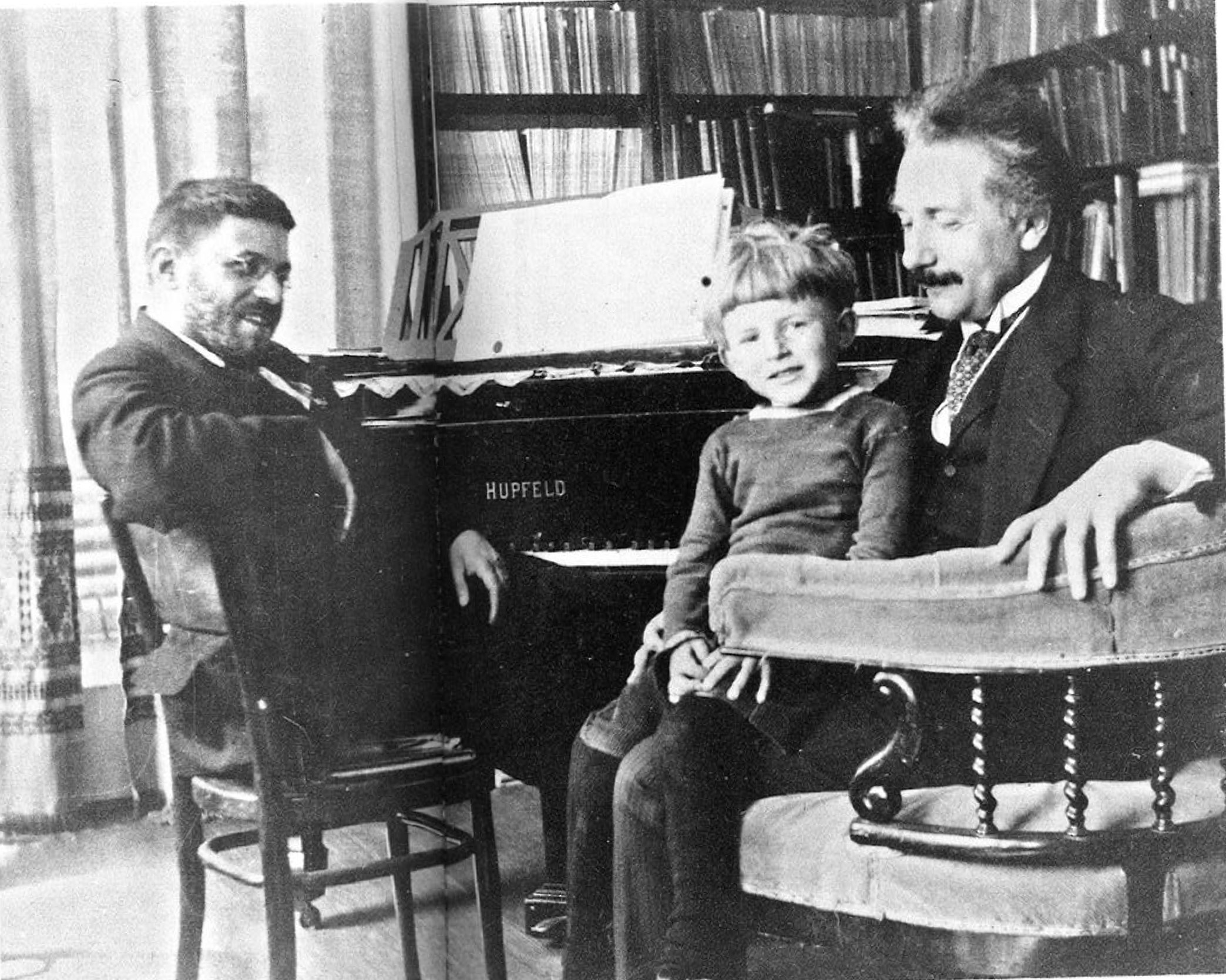
1920. Paul Ehrenfest, son fils Paul junior et Albert Einstein. Leyde.

Le 11 décembre 1925, il réunit chez lui, à Leyde, Niels Bohr et Albert Einstein, qui étaient en désaccord sur la théorie quantique, pour tenter de les faire parvenir à une entente. Ils ne l'ont pas fait et il dut prendre parti pour l'un de ses deux amis. On y retrouve le célèbre échange entre les deux protagonistes, où Einstein aurait lancé à Bohr : « Dieu ne joue pas aux dés », ce à quoi Bohr aurait répondu : « Mais qui êtes-vous, Albert Einstein, pour dire à Dieu ce qu'il doit faire ? ». Paul Ehrenfest déclare en 1927 avoir choisi Bohr.

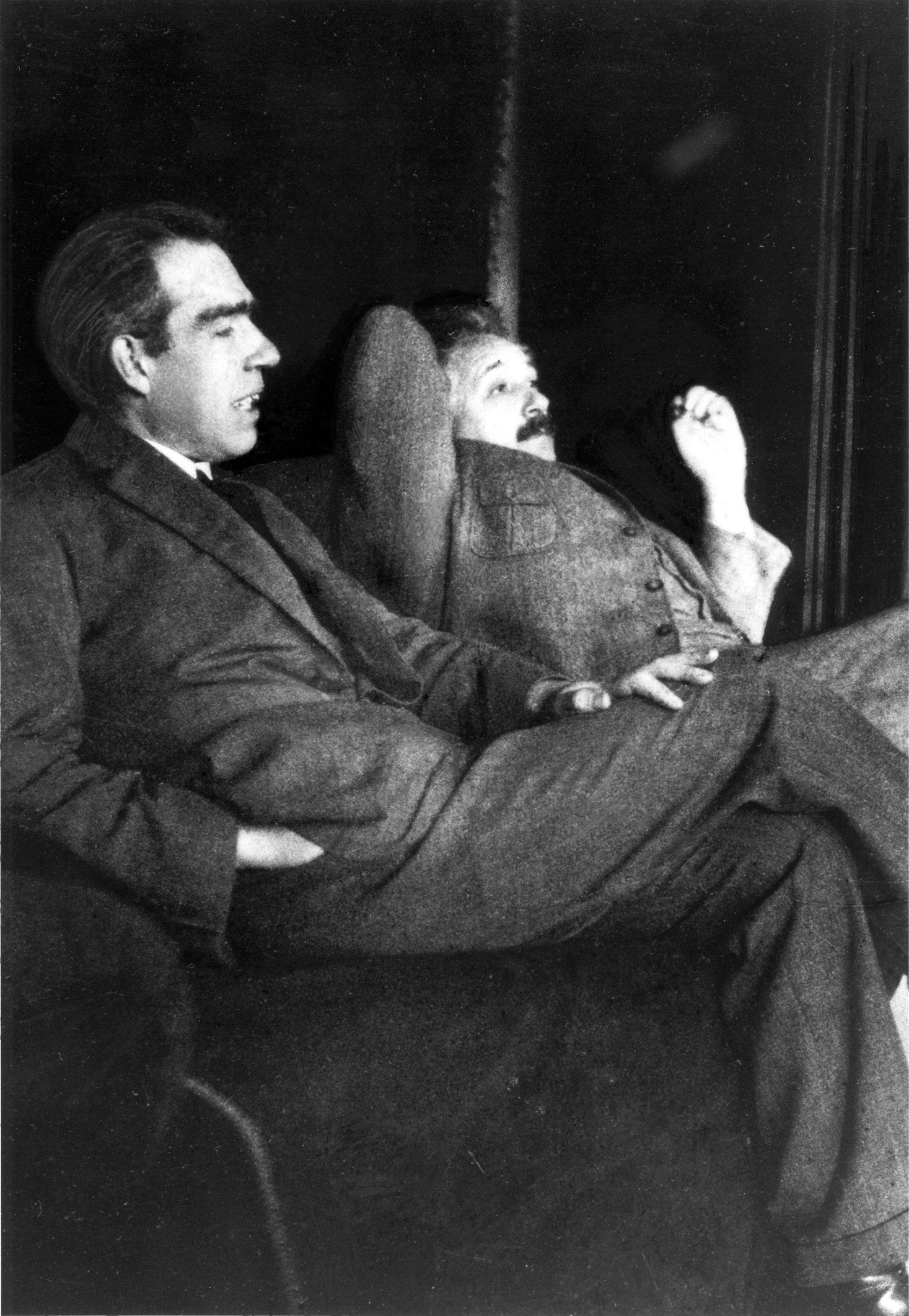
1925. Niels Bohr et Albert Einstein. Photo prise au domicile de Paul Ehrenfest à Leyde.

En 1933 Paul Ehrenfest présente une classification des transitions de phase basée sur la discontinuité des dérivées de la fonction enthalpie libre.

### Mort
De la correspondance avec ses amis proches, il ressort qu'à partir de mai 1931 Paul Ehrenfest souffrait d'une grave dépression.
En août 1932, Albert Einstein était si inquiet qu'il écrivit au conseil d'administration de l'Université de Leyde, exprimant une profonde inquiétude et suggérant des moyens de réduire la charge de travail d'Ehrenfest.
Le 25 septembre 1933, Paul Ehrenfest se rend à Amsterdam à l'Institut Waterink pour enfants handicapés muni d'un pistolet et tire une balle dans la tête de son fils Wassik, âgé de quinze ans et atteint de la trisomie 21, avant de retourner immédiatement l'arme contre lui,,.
Il avait écrit à ses amis Niels Bohr, Albert Einstein, James Franck, Gustav Herglotz, Joffé, Kohnstamm et Richard Tolman une lettre qu'il n'a jamais envoyée : 
Mes chers amis : Bohr, Einstein, Franck, Herglotz, Joffé, Kohnstamm et Tolman !

Je ne sais absolument plus comment porter plus loin durant les prochains mois le fardeau de ma vie devenu insupportable. Je ne peux plus supporter que ma chaire à Leiden tombe à l'eau. Je dois quitter mon poste ici. Peut-être arrivera-t-il que je puisse utiliser le reste de mes forces en Russie... Si, cependant, il ne devient pas clair assez tôt que je peux le faire, alors il est presque certain que je me tuerai. Et si cela devait arriver un jour, je voudrais savoir que je vous ai écrit, calmement et sans précipitation, à vous dont l'amitié a joué un si grand rôle dans ma vie.Ces dernières années, il est devenu de plus en plus difficile pour moi de suivre les développements de la physique avec compréhension. Après avoir essayé, toujours plus énervé et déchiré, j'ai finalement abandonné en désespoir de cause. Cela m'a complètement lassé de la vie. Je me suis senti condamné à vivre principalement à cause des soucis économiques des enfants. J'ai essayé d'autres choses mais cela n'aide que brièvement. C'est pourquoi je me concentre de plus en plus sur les détails précis du suicide. Je n'ai pas d'autre possibilité pratique que de me suicider, et cela après avoir d'abord tué Wassik. Pardonnez-moi… Puissiez-vous, ainsi que vos proches, rester en bonne santé.

## Famille
Paul Ehrenfest a épousé la mathématicienne russe Tatiana Afanassieva le 21 décembre 1904. Le couple a donné naissance à quatre enfants, dont une fille, Tatiana Pavlovna Ehrenfest, née en 1905 et devenue mathématicienne.
Son frère ainé Hugo Ehrenfest a émigré aux États-Unis et est devenu professeur de gynécologie-obstétrique à Saint-Louis. Ils ont entretenu une correspondance suivie durant les dernières années de sa vie.

### Bases de données et dictionnaires
- Ressources relatives à la recherche :   - The Academic Family Tree
  - Leidse Hoogleraren
  - MacTutor
  - Mathematical Reviews
  - Mathematics Genealogy Project
  - ZbMATH
- Notices dans des dictionnaires ou encyclopédies généralistes :   - Biografisch Woordenboek van Nederland
  - Biografisch Portaal van Nederland
  - Britannica
  - Brockhaus
  - Den Store Danske Encyklopædi
  - Deutsche Biographie
  - Enciclopedia De Agostini
  - Encyclopédie de l'Ukraine moderne
  - Internetowa encyklopedia PWN
  - Nationalencyklopedin
  - Proleksis enciklopedija
  - Treccani
- Notices d'autorité :   - VIAF
  - ISNI
  - BnF (données)
  - IdRef
  - LCCN
  - GND
  - CiNii
  - Espagne
  - Pays-Bas
  - Pologne
  - Israël
  - NUKAT
  - Australie
  - Norvège
  - Tchéquie
  - Lettonie
  - Brésil
  - WorldCat